# Уялы (озеро, Северо-Казахстанская область)
Уялы, Ялы (каз. Ұялы) — озеро в Кызылжарском районе Северо-Казахстанской области Казахстана. Находится в 11 км к северо-востоку от села Андреевка около села Трудовое.
По данным топографической съёмки 1940-х годов, площадь поверхности озера составляет 2,02 км². Наибольшая длина озера — 1,8 км, наибольшая ширина — 1,5 км. Длина береговой линии составляет 5,3 км, развитие береговой линии — 1,05. Озеро расположено на высоте 134,7 м над уровнем моря.
По данным обследования 1957 года, площадь поверхности озера составляет 2 км². Максимальная глубина — 3,5 м, объём водной массы — 4 млн. м³, общая площадь водосбора — 37,6 км².
Озеро входит в перечень рыбохозяйственных водоёмов местного значения.